# Bernie Kosar
Joseph Bernard Kosar , Jr., detto Bernie (Youngstown, 25 novembre 1963), è un ex giocatore di football americano statunitense che ha giocato nel ruolo di quarterback  nella National Football League (NFL) per i Cleveland Browns dal 1985 al 1993, terminando la carriera con i Dallas Cowboys ed i Miami Dolphins.

## Carriera professionistica
Kosar fu scelto dai Cleveland Browns nel draft supplementare del 1985, diventando titolare a metà della sua stagione da rookie. Migliorando ogni domenica, il giovane quarterback contribuì a raddrizzare la deficitaria stagione dei Browns in quattro delle 10 gare giocate come titolare. Con un record di 8-8 i Browns vinsero una debole AFC Central e per poco non batterono i favoriti Miami Dolphins nei playoff, dopo essere stati avanti 21–3 all'intervallo. Malgrado la delusione la squadra, con Kosar come quarterback, raggiunse i playoff in ognuna delle successive cinque stagioni, arrivando tre volte alla finale della AFC, in cui fu sempre sconfitta dai Denver Broncos.
Nel 1990 la stagione non fu positiva come le precedenti, con Kosar che lanciò più intercetti (15) che touchdown (10) per la prima volta nella carriera. All'inizio della stagione 1993, Kosar venne messo in panchina in favore di Vinny Testaverde, lasciando la squadra a metà anno per passare ai Dallas Cowboys come riserva di Troy Aikman. Le ultime 3 stagioni della carriera le passò coi Miami Dolphins. Kosar detenne per 31 anni il record di tutti i tempi per il maggior numero di yard passate in una gara di playoff, 489, lanciate contro i New York Jets il 3 gennaio 1987 (superato da Tom Brady nel Super Bowl LII nel 2018).

## Palmarès

### Franchigia
- Super Bowl : 1

Dallas Cowboys: XXVII

### Individuale
- Convocazioni al Pro Bowl: 2

1987, 1989
- All-Pro: 1

1987

## Statistiche
| Yard passate  | 23.301 |
| Touchdown     | 124    |
| Intercetti    | 87     |
| Passer rating | 81,8   |